# Dekanat Florydy Środkowej
Dekanat Florydy Środkowej – jeden z sześciu dekanatów diecezji Południa Kościoła Prawosławnego w Ameryce.
Na terytorium dekanatu znajdują się następujące parafie:
- Parafia św. Marka w Bradenton
- Parafia św. Justyna Męczennika w Jacksonville
- Parafia św. Szczepana w Longwood
- Parafia św. Andrzeja w New Port Richey
- Parafia Trójcy Świętej w Safety Harbor
- Parafia św. Szymona w Titusville
- Parafia św. Rafała z Brooklynu w Inverness[1].

Ponadto w dekanacie działają placówki misyjne:
- św. Jana Teologa w Gainesville
- św. Aleksego z Wilkes-Barre w Palm Coast
- św. Filipa w Tampa